# トム・ラントス

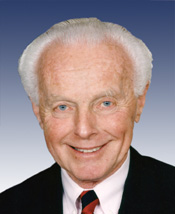
トム・ラントス

トーマス・ピーター"トム"ラントス（Thomas Peter "Tom" Lantos、1928年2月1日 - 2008年2月11日） は、アメリカ合衆国の政治家。ハンガリー名、ラントシュ・ペーテル・タマーシュ（Lantos Péter Tamás）。
ハンガリーブダペスト生まれのユダヤ系アメリカ人であり、ホロコーストの生き残りでもある。戦時中は強制収容所を脱走し、ラウル・ワレンバーグにより提供された隠れ家を拠点に反ナチ抵抗組織で活動。戦後、1946年にブダペスト大学へ入学。のちユダヤ人団体の奨学金を得て米国に招かれ、シアトルのワシントン大学に留学。同大学で学士号と修士号を得た後、カリフォルニア大学バークレー校で経済学の博士号を取得した。
カリフォルニア州第12選挙区選出で、1981年から死去までアメリカ合衆国下院議員を務めた。民主党所属。下院外交委員会の委員長を務めた。

## 人物
旧日本軍の慰安婦問題に対して、中国や韓国が主張する「強制連行説」を前提とした上でアメリカ下院での決議案を後押ししていた。また、中華人民共和国の人権侵害に対する非難決議に賛同したこともあり、人権派とも言われている。
1990年10月10日、自らが設立したアメリカ合衆国議会議会人権委員会にて、「ナイラ」なる少女を招請しイラクの蛮行を証言（ナイラ証言）させたが、のちにクウェート側の捏造証言と発覚した。
2007年のアルメニア人虐殺に関する米国下院決議の際は、委員長を務め、この一世紀ほど前の事件をジェノサイドだと断定した。同決議についてはトルコ政府から激しい反発を受け、また米国政府や歴代国務長官らも議会に決議を見送るよう書簡を送っていた。
北朝鮮に対してはソフトランディングは可能という思考の持ち主で、2005年8月には共和党のジム・リーチと共に訪朝している。ラントスはかねてから、ブッシュ政権に対して「二国間対話・米朝国交正常化」を強く促していた。訪朝に同行したリーチは、ヘンリー・キッシンジャーやロバート・ゼーリックに代表される国務省と気脈を通じる共和党左派である。
ブッシュ政権の中東政策に対してはジョージ・ブッシュ大統領やネオコン勢力と近しい一面があり、2002年には政治的信念を180度異にするはずのトム・ディレイ共和党下院院内幹事と組み、パレスチナのヤーセル・アラファト前議長の米国入国禁止を主導、イラクへの武力行使を可能とする決議も積極推進した。
食道癌の為、2008年の次期下院選には出馬せず、政界引退を発表していたが、2月11日に死去した。
死後の2008年に、議会人権委員会は「トム・ラントス人権委員会(en:Tom Lantos Human Rights Commission)」と改名された。
この委員会は2011年11月3日にチベットの人権弾圧について公聴会を開いている。